# Ользоны
Ользоны — село в Баяндаевском районе Иркутской области России. Административный центр Ользонского муниципального образования.

## География
Село находится на расстоянии примерно 23 км к юго-западу от села Баяндай, административного центра района.

## Население
| 2002 | 2010 | 2011 | 2012 |
| ---- | ---- | ---- | ---- |
| 861  | ↘662 | ↘659 | ↘658 |

### Половой состав
По данным Всероссийской переписи, в 2010 году в селе проживали 662 человека (317 мужчин и 345 женщин).